# 부르고뉴령 네덜란드
부르고뉴령 네덜란드(프랑스어: Pays-Bas Bourguignons, 네덜란드어: Bourgondische Nederlanden, 룩셈부르크어: Burgundeschen Nidderlanden, 왈롱어: Bas Payis bourguignons)는 저지대 국가의 역사에서 1384년부터 1482년까지 발루아부르고뉴 가문과 합스부르크 가문의 후계자들이 동군연합으로 통치했던 신성 로마 제국과 프랑스의 영지들이다. 이 지역들은 오늘날 벨기에, 네덜란드와 더불어 룩셈부르크에 프랑스 북부 일부로 이루어져 있었다.

## 역사
이 지역들의 공정하게 (대부분은 아니지만) 플랑드르 백작 루이 2세의 사망으로 1384년 프랑스의 왕가 발루아 가문의 방계 가문 출신들인 부르고뉴 공작들이 상속하였다. 플랑드르 백작의 후계자인 여백작 마르그리트 3세는 1369년에 프랑스의 군주 장 2세의 막내 아들이자 디종의 최초의 발루아 부르고뉴 가의 공작 용담공 필리프와 혼인했고, 그렇게하여 그는 플랑드르 백작령을 상속했다. 플랑드르의 백작 가문 당피에르 가문은 프랑스의 봉신이며, 브뤼주와 헨트의 부유한 도시들 일대에 영토를 가졌고 신싱 로마 제국의 영지인 고립 영토 메헬렌을 포함한 옛 하 로렌 공국의 동쪽 스헬더강의 영토 (신성 로마 제국령 플랑드르)와 더불어 인접한 프랑스의 아르투아 백작령을 소유하기도 했었다. 그들은 함께 저지대 국가들의 부르고뉴 통치 시대를 착수하였다.
당피에르 가문의 유산은 더나아가 샹파뉴 북부의 레텔과 부르고뉴 서부의 느베르의 프랑스 백작령들로도 이뤄져 있었고, 두 지역 1407년부터 필리프의 막내 아들 필리프 2세가 소유했으며, 추가적으로 그 지역의 동쪽에 있는 과거 아를 왕국의 일부 이기도 했던 신성 로마 제국령인 부르고뉴 백작령 (프랑슈콩테)도 그의 소유였다.
이후 몇 십년 동안, 부르고뉴 공작들은 일부 신성 로마 제국의 국가들을 획득함으로서 저지대에서 그들의 영토를 늘렸다: 선량공 필리프는 1421년에 나뮈르 백작령을 사들였고, 1430년에는 브라반트, 림부르크 공국을 상속했고, 1432년에는 에노, 홀란트, 제일란트 백작령을, 1441년에는 룩셈부르크 공국을 차지했다. 그의 아들이자 최후의 부르고뉴 공작 용담공 샤를은 에흐몬트 공작 아르놀트에게서 헬러 공국을 얻어내기도 했다.
발루아 가의 시대는 용담공 샤를이 남자 후계자를 두지 못하고 낭시 전투에서 사망한 1477년까지 지속되었다. 부르고뉴 공국의 영토는 살리카 법에 따라 프랑스 왕실에 반환되었기에, 프랑스의 군주 루이 11세는 또한 저지대의 부르고뉴 영토를 차지하기 위해 공격했다. 신성 로마 제국령 봉지는 샤를의 외동딸 부귀공 마리와 그녀의 남편이자 신성 로마 제국의 황제 프리드리히 3세의 아들인 오스트리아 대공 막시밀리안 1세의 혼인을 통해 오스트리아의 합스부르크 가문에게 넘어갔다. 그러나 막시밀리안 1세는 플랑드르와 아르투아를 포함한 부르고뉴령 네덜란드를 그의 아내와 그의 소유이기에 나눌수 없는 것이라 여겼고 프랑스에 맞서 군대를 이끌고 진격하였다. 이 분쟁은 1479년 긴가트 전투로 종결되었다. 막시밀리안의 승리로 끝났음에도, 그의 아내가 급작스럽게 사망한 후 1482년의 아라스 조약에 따라 플랑드르 백작령만을 유지할 수 있었고, 반면 프랑스는 아르투아를 유지했다.
부귀공 마리의 유언장에서 그녀에게 속한 부르고뉴의 재산을 막시밀리안의 아들 미남공 필립에게 남겼다. 아라스 조약 합의 조건을 불만족스러워하던 그의 아버지는 프랑스 영토를 차지하기 위한 전쟁을 지속했다. 1493년 상리스 조약에 따라 샤를 8세는 결국에는 아르투아를 포기했고, 플랑드르와 함께 아르투아는 필립이 통치하는 제국령 17주로 통합되었다.

## 통치자
네덜란드령 부르고뉴 영토를 통치한 부르고뉴 공작들을 다음과 같다:
부르고뉴 공작 (발루아 가)
- 용담공 필리프 (1384년–1404년) - 프랑스의 국왕 장 2세의 아들이며, 아내인 여백작 마르그리트 3세을 통해 부르고뉴령 네덜란드를 확립했다
- 용맹공 장 (1404년–1419년) - 필리프의 아들
- 선량공 필리프 (1419년–1467년) - 장의 아들
- 용담공 샤를 (1467년–1477년) - 필리프의 아들

명목상 부르고뉴 여공작 (발루아 가)
- 부귀공 마리 (1477년–1482년) - 용담공 샤를의 외동딸로, 1477년에 합스부르크 가문의 막시밀리안 1세와 혼인했다

명목상 부르고뉴 공작 (합스부르크 가, 합스부르크령 네덜란드 보기)
- 미남공 필립 (1482년–1506년) - 마리의 아들이며; 아버지 막시밀리안 1세는 그의 섭정 (1482년–1493년)이였고, 필립의 양할머니 요크의 마거릿은 그의 가정교사였다 (1489년-1493년)
- 카를 5세 (1506년–1555년) - 필립의 아들이며; 오스트리아의 마르게리타가 섭정을 맡았었다 (1507년–1515년, 1519년–1530년)

## 정치
여러 주교령들과 자유 도시들, 지방의 강력한 귀족 세력, 다양한 세금 체계, 상품 단위, 내부 관세 장벽등 이 지역의 권리를 보호했던 것들들은 "위대한 발루아 가"에게 있어 모든 장애물이였다. 발루아 공작들의 직접적인 통제 시도는 독립성을 지닌 지역들에서의 반란 (때로는 독립적인 귀족 세력들의 지원을 받기도 했다)으로 이어졌고 이를 피비린내나는 군사적 압박으로 진압했다. 관료제의 관리들과 함께 점점 현대화된 중앙 정부 체제는 부르고뉴 공작들이 유명 예술가들의 후원자가 되어 화려한 궁정 생활을 시작하게 해주었고 여기서 생겨난 생활 방식은 수세기 동안 지속된 행동 규범을 만들어냈다. 선량공 필리프 (1419년–1467년)는 남동쪽으로 그의 세력을 늘려, 브뤼셀, 나뮈르, 리에주를 그의 휘하로 두었다. 그는 이 지역 최초의 의회 (삼부회)라고 할 수 있는 구조 체계를 전통적인 독립 도시들에 구축하였고, 이 지역의 경제를 통합시켜냈다.
네덜란드령 부르고뉴 지역의 최초의 의회는 1464년 1월 9일 브뤼주의 시청에서 소집되었다. 브라반트 공국, 플랑드르, 릴, 두에, 오르시스, 아르투아 백작령, 에노 백작령, 홀란트 백국, 제일란트, 나뮈르 백작령, 메헬렌 영주령, 불로네의 대표자들이 참석하였다. 1464년까지 부르고뉴 공작은 각 지역의 삼부회들과 별도로 유대 관계를 유지했다. 대체적으로 각 지역의 삼부회들은 전통적인 계급들인 성직자, 귀족, 제3 계급자들의 대표자들로 이뤄졌으나, 각 삼부회의 정확한 구성과 영향력은 다를 수 있었다. 모든 각 지역들의 삼부회들이 참석한 삼부회는 선량공 필리프의 중앙집권 정책을 대표한다.

## 공작들의 예술 후원
1441년부터 선량공 필리프는 브뤼셀에 있는 그의 궁정에 거처로 두었으나, 1480년대에 이르러 브뤼주의 항구의 불가피한 쇠퇴는가 경제적 헤게모니를 종결 짓고있었으나 브뤼주가 당시 무역의 중심지였다. 필리프는 채식본의 대후원가였고 궁정화는 새로운 수준에 이르렀다: 로베르 캉팽, 유명한 판 에이크 형제, 로히어르 판 데르 베이던등

## 사회와 경제
1491년과 1492년 일부 지역에서 농민들의 반란이 발생했다. 그들은 헤임스커르크에서의 전투에서 작센 공작 알브레히트가 이끄는 막시밀리안의 군대에 진압됐다.

## "부르고뉴적 기질"
오늘날 네덜란드의 메이에레이 판 '스헤르토헨보스 지역의 가톨릭 문화 거주민들은 다른 지역의 네덜란드인들로부터 "부르고뉴적 기질"을 지닌 것으로 여겨진다. 그뜻은 그들이 화려한 파티 같은 것을 좋아하는 다정한 사람들일 것이라는 의미이다.

## 참고 서적
- Panofsky, Erwin (1947년). 《Early Netherlandish Painting: Its Origins and Character》. Cambridge: 하버드 대학교 출판소.
- Prevenier, W.; Blockmans, W. (1986년). 《The Burgundian Netherlands》. New York: 캠브리지 대학교 출판소. ISBN 0-521-30611-6.